# Onthophagus insulindicus
Onthophagus insulindicus är en skalbaggsart som beskrevs av Antoine Boucomont 1914. Onthophagus insulindicus ingår i släktet Onthophagus och familjen bladhorningar. Inga underarter finns listade i Catalogue of Life.